# Schtscherbowez
Schtscherbowez (ukrainisch Щербовець;  russisch Щербовец, ungarisch Beregsziklás (übersetzt etwa felsig/schroff) – älter Serbóc, slowakisch Šerbovec/Šerbovce) ist ein Dorf in der Oblast Transkarpatien im westlichen Teil der Ukraine.

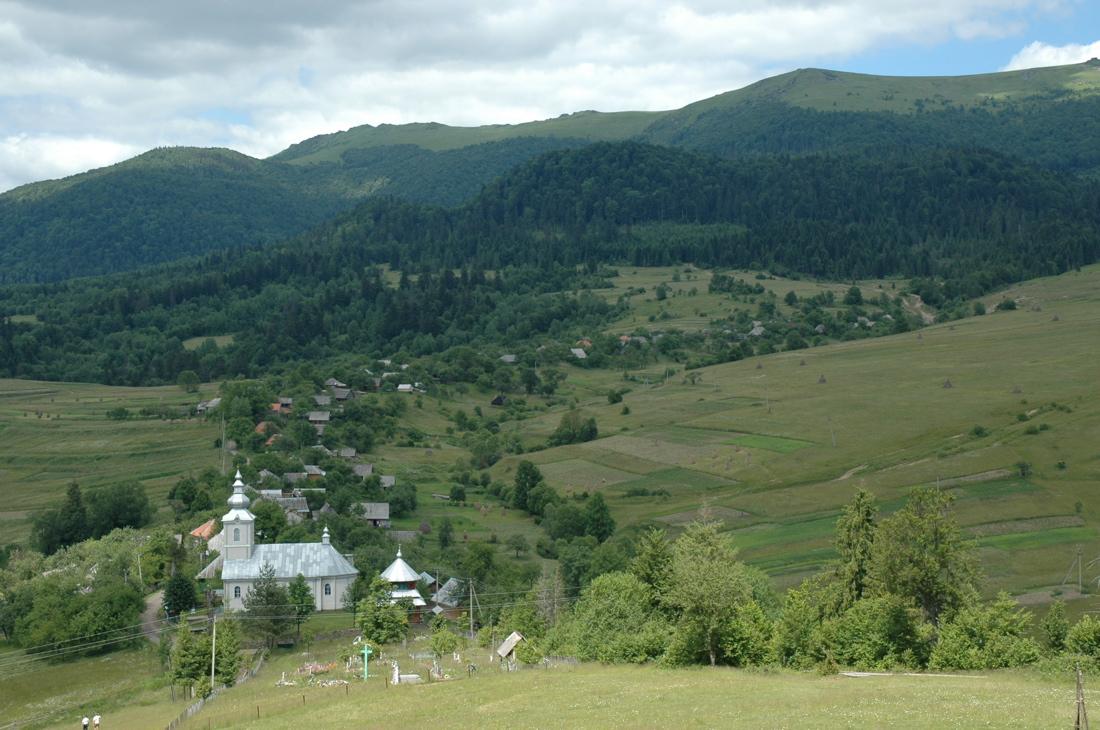
Ansicht des Ortes

Der Ort hat 251 Einwohner und liegt auf einer Höhe von 556 Metern. Die Region um Schtscherbowez ist, begünstigt durch ein gemäßigt kontinentales Klima und die abgelegene Lage, natürlich bewaldet. Die Niederschlagsmenge bewegt sich um 1200 mm im Jahr. Haupteinnahmequelle ist die Agrarwirtschaft. Die Region ist trotz einiger Mineralquellen touristisch nicht erschlossen.
Am 12. Juni 2020 wurde das Dorf ein Teil neu gegründeten Siedlungsgemeinde Schdenijewo im Rajon Mukatschewo; bis dahin bildete es zusammen mit dem Dorf Paschkiwzi (Пашківці) die Landratsgemeinde Schtscherbowez (Щербовецька сільська рада/Schtscherbowezka silska rada) im nördlichen Teil des Rajons Wolowez.